# Kamelen (Rapper)

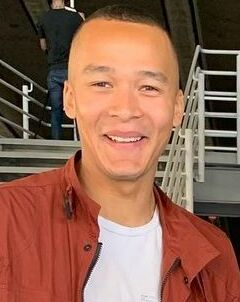
Kamelen, 2021

Marcus Kabelo Møll Mosele (* 1993 in Bergen) ist ein norwegischer Rapper. Er tritt unter den Künstlernamen Kamelen und Slim Kamel auf.

## Leben
Mosele stammt aus dem Stadtteil Laksevåg in Bergen. Dort wuchs er mit seiner Mutter und einer Schwester auf. Sein Vater verließ die Familie als Mosele zwei Jahre alt war und soll nach Oslo und später nach Afrika gezogen sein. Seine Schule charakterisierte Mosele als eine mit vielen „Problemkindern“. Er brach früh die weiterführende Schule ab und arbeitete einige Zeit als Mechaniker für Motorräder. Danach rutschte er ins kriminelle Umfeld ab und stahl unter anderem Autos. Eigenen Angaben zufolge verkaufte er ab dem Alter von 16 Jahren Haschisch.
Im Jahr 2014 wurde er aufgrund mehrerer Gewalttaten zu einer Haftstrafe verurteilt. Ihm wurde vorgeworfen, unter anderem einem zufälligen Passanten einen Stein gegen den Kopf geschlagen zu haben. Mosele legte gegen das Urteil Berufung ein. Im August 2015 floh er während eines Verhörs von der Polizei, die ihn in wegen neuer Taten in Gewahrsam nehmen wollte. Die Polizei leitete eine Fahndung nach ihm ein. Während seiner zweimonatigen Flucht lebte Mosele an unterschiedlichen Orten in Bergen, gab Interviews, produzierte neue Lieder und hielt Konzerte ab. Mit Si ingenting veröffentlichte er im September 2015 seine Debütsingle. Er wurde schließlich im Oktober 2015 nach einem Konzert von der Polizei aufgegriffen. Mosele gab später an, er habe gewusst, dass die Polizei bei dem Konzert anwesend sein würde. Er habe sich müde und paranoid gefühlt und das Geschehen beim Konzert deshalb so hinnehmen wollen. Seine 20-monatige Haftstrafe begann im Jahr 2016. Während dieser arbeitete er weiter an neuen Liedern.
Im Jahr 2017 veröffentlichte er mit Ambivalent sein erstes Album. Beim Musikpreis Spellemannprisen 2018 war er in der Newcomer-Kategorie nominiert. Sein zweites Album war Kingpin Slim, das 2019 herausgegeben wurde. Im Jahr 2020 verbrachte Mosele über 100 Tage im Gefängnis, er wurde schließlich aber nur zu 28 Tagen Haft verurteilt und von den schwerwiegenderen Anklagepunkten freigesprochen. Damit konnte er im Juni 2020 aus der Haft entlassen werden. Im Jahr 2021 folgte sein drittes Album. Es erhielt den Titel #Frikjent. Für seine im Jahr 2021 herausgegebene Musik wurde er beim Spellemannprisen in der Hip-Hop-Kategorie ausgezeichnet. Im August 2022 erreichte er mit dem in Zusammenarbeit mit der Band Ballinciaga entstandenen Lied Fakk min x erstmals den ersten Platz der norwegischen Singlecharts. Mit Si ingenting kam im selben Monat ein Musikdokumentarfilm über Mosele in die norwegischen Kinos. Für den Film wurde er in der Zeit zwischen seiner Freilassung im Jahr 2020 bis zu seinem Gewinn beim im April 2022 abgehaltenen Spellemannprisen 2021 begleitet.

## Stil und Rezeption
In seinen Lieder rappt Mosele häufig über Themen wie Polizei, Verhöre und seine Zeit im Gefängnis. Er selbst gab an, dass er aufgrund seiner Verurteilungen Schwierigkeiten gehabt habe, in der Musikbranche Fuß zu fassen. So seien Konzertveranstalter ihm gegenüber lange skeptisch gewesen und es habe lange gedauert, bis Radiosender seine Lieder zu spielen begannen. Mit der Zeit kam er jedoch sowohl im Radio als auch im Fernsehen zu Auftritten. Diese Auftritte führten jedoch wiederholt zu Kritik. Die Bekanntgabe seiner Teilnahme an Haik, einem Format des norwegischen Rundfunks Norsk rikskringkasting (NRK), etwa führte zu Kritik darüber, dass man auf diese Art einem „kriminellen Rapper“ Aufmerksamkeit schenke.

## Auszeichnungen
Spellemannprisen
- 2018: Nominierung in der Kategorie „Durchbruch des Jahres“
- 2021: „Hip Hop“

P3 Gull
- 2021: Nominierung in der Kategorie „Lied des Jahres“ für Creme de la creme[14]
- 2021: Nominierung in der Kategorie „Künstler des Jahres“[15]

## Diskografie

### Alben
| Jahr | Titel Musiklabel                        | Höchstplatzierung, Gesamtwochen, AuszeichnungChartsChartplatzierungen (Jahr, Titel, Musiklabel, Platzierungen, Wochen, Auszeichnungen, Anmerkungen) | Anmerkungen                             |
| Jahr | Titel Musiklabel                        | NO | Anmerkungen                             |
| ---- | --------------------------------------- | --- | --------------------------------------- |
| 2017 | Ambivalent NMG/G-Huset                  | NO31 (2 Wo.)NO | Erstveröffentlichung: 27. November 2017 |
| 2019 | Kingpin Slim NMG/G-Huset                | NO10 Platin · (2 Wo.)NO | Erstveröffentlichung: 29. November 2019 |
| 2021 | #Frikjent NMG/G-Huset / KingPin Records | NO29 (1 Wo.)NO | Erstveröffentlichung: 29. Januar 2021   |
| 2024 | Mest elsket & hatet KingPin Records     | NO13 (2 Wo.)NO | Erstveröffentlichung: 19. Januar 2024   |

### EP
- 2018: Lyca

### Singles
| Jahr | Titel Album              | Höchstplatzierung, Gesamtwochen, AuszeichnungChartsChartplatzierungen (Jahr, Titel, Album, Platzierungen, Wochen, Auszeichnungen, Anmerkungen) | Anmerkungen                                                          |
| Jahr | Titel Album              | NO | Anmerkungen                                                          |
| ---- | ------------------------ | --- | -------------------------------------------------------------------- |
| 2019 | Vil ba vekk Kingpin Slim | NO35 Platin · (1 Wo.)NO | Erstveröffentlichung: 10. Mai 2019                                   |
| 2020 | Tilbake i city #Frikjent | NO26 Gold · (1 Wo.)NO | Erstveröffentlichung: 14. September 2020                             |
| 2021 | Creme de la creme –      | NO22 ×4Vierfachplatin · (19 Wo.)NO | Erstveröffentlichung: 23. April 2021                                 |
| 2022 | BAP –                    | NO5 ×2Doppelplatin · (17 Wo.)NO | Erstveröffentlichung: 29. Juli 2022 mit Broiler und Emma Steinbakken |
| 2022 | Fakk min x –             | NO1 (13 Wo.)NO | Erstveröffentlichung: 19. August 2022 mit Ballinciaga                |
| 2023 | Mama –                   | NO20 Gold · (2 Wo.)NO | Erstveröffentlichung: 20. Januar 2023                                |
| 2023 | Damn Girl –              | NO28 Gold · (3 Wo.)NO | Erstveröffentlichung: 12. Mai 2023 mit Mat Duo                       |
| 2023 | Boys i d blå –           | NO26 (1 Wo.)NO | Erstveröffentlichung: 1. September 2023 mit Branco                   |
| 2023 | Slipp deg løs –          | NO29 (1 Wo.)NO | Erstveröffentlichung: 27. Oktober 2023                               |
| 2024 | Mujaffa –                | NO4 (6 Wo.)NO | Erstveröffentlichung: 23. Februar 2024 mit Broiler                   |
| 2024 | Amok –                   | NO26 (1 Wo.)NO | Erstveröffentlichung: 22. März 2024 mit Broiler                      |
| 2025 | Kjendisfest –            | NO24 (2 Wo.)NO | Erstveröffentlichung: 4. April 2025 mit Broiler                      |

Weitere Singles
- 2015: Si ingenting (NO: Gold)
- 2017: Beng Beng Beng (NO: Platin)
- 2017: Klubbkamel (NO: Gold)
- 2018: Lil Homie (NO: Gold)